# Кулик, Георгий Тарасович
Гео́ргий Тара́сович Кули́к — советский хозяйственный, государственный и политический деятель.

## Биография
Родился в 1913 году. Член ВКП(б) с 1943 года.
С 1933 года — на хозяйственной, общественной и политической работе. В 1933—1962 гг. — начальник участка, заместитель главного инженера, главный инженер, заместитель директора Тырныаузского горно- обогатительного комбината Кабардино-Балкарской АССР, директор Тырныаузского горно-обогатительного комбината, председатель Совета Народного Хозяйства Кабардино-Балкарского экономического административного района, заместитель председателя Северо-Кавказского Совета Народного Хозяйства.
Избирался депутатом Верховного Совета СССР 4-го и 6-го созыва.